# Козерог (созвездие)

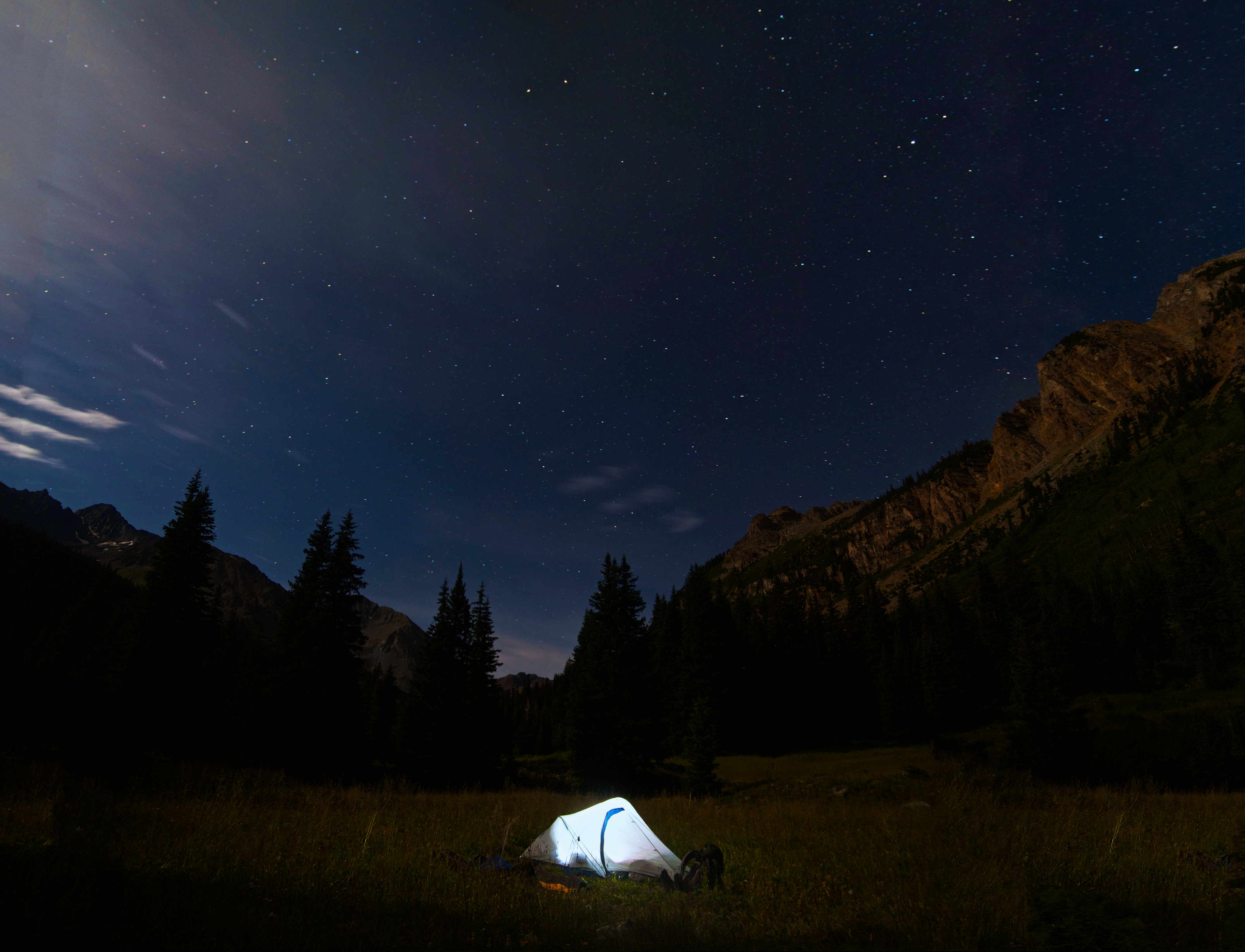
Созвездие Козерога (в центре снимка) в звёздном небе Аспена, Колорадо, США

Созвездие Козерога.

Козеро́г (лат. Capricornus, capra — коза, cornu — рог) — зодиакальное созвездие южного полушария неба, находящееся между Водолеем и Стрельцом. 
Наиболее благоприятные условия для наблюдений в июле—августе. Созвездие видно в южных и центральных районах России.
Наиболее яркая звезда — δ Козерога — имеет блеск 2,87 визуальной звёздной величины. Наиболее примечательный объект в Козероге — шаровое скопление M30 с весьма плотным ядром. Интересна звезда Альфа Козерога — оптическая двойная звезда, состоящая из двух не связанных друг с другом звёзд (Prima Giedi и Secunda Giedi), каждая из которых, в свою очередь, является физической двойной системой. Как правило, Солнце находится в созвездии с 19 января по 15 февраля.

## История и мифология
Морской козёл (англ. Sea goat) — водное мифическое существо — гибрид, описываемый как наполовину козёл, наполовину рыба.
Как художественные изображения созвездия Козерога так и его знак зодиака обычно рисовались в виде морского козла. Такая традиция восходит к Месопотамии бронзового века, вавилоняне использовали образ морского козла в качестве одного из символов бога Энки.
Древние люди называли созвездие Козерога «рыба-коза», и в этом виде оно представлено на многих картах. Иногда отождествляется с богом лесов, полей и пастухов Паном. 2 тысячи лет назад, когда в Древней Греции складывались названия созвездий, в Козероге находилась точка зимнего солнцестояния, именно с этим связано название южного тропика — тропик Козерога. Созвездие включено в каталог звёздного неба Клавдия Птолемея «Альмагест».
В старину именовалось Козлом, Козой, а у арабов Козлёнком — аль-Джади. А коренные австралийцы называли созвездие Козерога созвездием Кенгуру, за которым гоняются небесные охотники. На первой русской звёздной карте, составленной по указанию Петра I в 1699 году И. Ф. Копиевским, созвездие это значится как Козёл или Козерожек. Но за созвездием было закреплено название животного мифического — вскормившей Зевса козы Амалфеи. Цепная реакция мифологии привела к диковинным рисункам созвездия в виде существа с козлиной мордой и рыбьим хвостом. 
В статье русского астронома Витковского В. В., опубликованной в «ЭСБЕ», говорится, что «По мифологии, К. это верблюдо-рыба, которая кормила своим молоком Юпитера еще в молодости, когда он жил на горе Иде. Благодарный Юпитер поместил свою кормилицу на небо».
По внешнему виду созвездие напоминает гигантскую улыбку.
Именно в этом созвездии в 1846 году Иоганн Галле и Гейнрих д’Арре открыли планету Нептун.